# Fiat France (equip ciclista)
L'equip Fiat France va ser un equip ciclista belga que competí professionalment el 1977. No s'ha de confondre amb l'equip francès Fiat. Va néixer com a successor de l'antic Molteni.

## Principals resultats
- Kuurne-Brussel·les-Kuurne: Patrick Sercu (1977)
- Tour del Mediterrani: Eddy Merckx (1977)

### A les grans voltes
- Volta a Espanya
  - 0 participació

- Tour de França
  - 1 participació (1977)
  - 3 victòries d'etapa:
    - 4 al 1977: Patrick Sercu (3), CRE

  - 0 victòries final:
  - 0 classificacions secundàries:

- Giro d'Itàlia
  - 0 participació

## Composició de l'equip
| Llista de l'equip 1977                          | Llista de l'equip 1977 | Llista de l'equip 1977       | Llista de l'equip 1977 |
| Ciclista                                        | Data de naixement      | Equip previ                  |                        |
| ----------------------------------------------- | ---------------------- | ---------------------------- | ---------------------- |
| Cees Bal                                        | 21 de novembre de 1951 | Molteni-Campagnolo (1976)    |                        |
| Robert Bouloux                                  | 20 de maig de 1947     | Jobo-Wolber-La France (1976) |                        |
| Joseph Bruyère                                  | 5 de octubre de 1948   | Molteni-Campagnolo (1976)    |                        |
| Etienne De Beule                                | 20 de novembre de 1953 | Molteni-Campagnolo (1976)    |                        |
| Ludo Delcroix                                   | 28 de octubre de 1950  | Molteni-Campagnolo (1976)    |                        |
| Jos Deschoenmaecker                             | 2 de octubre de 1947   | Molteni-Campagnolo (1976)    |                        |
| Bernard Draux                                   | 11 de maig de 1951     | Molteni-Campagnolo (1976)    |                        |
| Jean-Jacques Fussien (1 de gen–23 de ago, Nota) | 21 de gener de 1952    |                              |                        |
| Jos Huysmans                                    | 18 de desembre de 1941 | Molteni-Campagnolo (1976)    |                        |
| Edward Janssens                                 | 18 de gener de 1946    | Molteni-Campagnolo (1976)    |                        |
| Jacques Martin                                  | 16 de abril de 1952    | Zoppas-Splendor (1976)       |                        |
| Eddy Merckx                                     | 17 de juny de 1945     | Molteni-Campagnolo (1976)    |                        |
| Frans Mintjens                                  | 23 de novembre de 1946 | Molteni-Campagnolo (1976)    |                        |
| Jean-Luc Molinéris                              | 25 de agost de 1950    |                              |                        |
| Karel Rottiers                                  | 7 de abril de 1953     |                              |                        |
| Patrick Sercu                                   | 27 de juny de 1944     | Brooklyn (1976)              |                        |
| Roger Swerts                                    | 28 de desembre de 1942 | Molteni-Campagnolo (1976)    |                        |
|                                                 |                        |                              |                        |
| Font: Cycling Archives                          |                        |                              |                        |

Nota: Jean-Jacques Fussien, mort durant l'entrenament